# 張玶
張玶（1505年—？），字子珍，直隸河間府景州東光縣人，民籍，明朝政治人物。

## 生平
嘉靖十六年（1537年）丁酉科順天府鄉試第一百十四名舉人。嘉靖十七年（1538年）中式戊戌科會試第八十二名，登第三甲第二百一十名進士。初授行人，二十二年十二月选授貴州道試監察御史，二十五年巡按陕西，疏陈边务四事，二十七年巡按河南，因举荐为民御史張光祖，吏部认为张光祖贪污著名，不宜得荐，张玶狥私市恩，当治罪，二十七年九月被降調外任，二十八年四月被徽王朱厚爝以修理府第事弹劾，被革职闲住。

## 家族
曾祖張薦；祖父張安；父張慶，母息氏。永感下。